# Rivière Langevin
Pour les articles homonymes, voir Langevin.
La rivière Langevin est un fleuve situé sur l'île de La Réunion, département d'outre-mer français dans l'océan Indien. Elle traverse le territoire communal de Saint-Joseph en s'écoulant du nord vers le sud. Elle porte ce nom en référence à Étienne le Baillif (devenu Baillif), pirate français né à Angers et arrivé sur l’île sur un flibustier anglais, commandé par le célèbre pirate Henry Every, en novembre 1695. Celui-ci était surnommé l’Angevin (habitant d’Angers) par les néo-habitants de l’île Bourbon. Avec le temps, les habitants n’allaient plus « chez l’Angevin » mais « à Langevin ».

## Géographie
De 18,3 km de longueur, la rivière Langevin prend sa source à 2 200 m d'altitude, près du piton Chisny (2 439 m). Elle s'appelle aussi le Bras Ouvrange de Grand Sable jusqu'à 850 m d'altitude environ, près du captage de Pointe de l'Ilet et des Cascades La Fouillée, puis la Grande Ravine jusqu'à environ 600 m d'altitude.

### Commune et canton traversés
La rivière Langevin traverse la seule commune de Saint-Joseph.

### Bassin versant
La rivière Langevin traverse une seule zone hydrographique 'Rivière Langevin' (4001).

## Affluents
La rivière Langevin n'a pas d'affluent référencé au SANDRE. Néanmoins Géoportail signale de nombreuses tronçons affluents :
- la Ravine des sept Bras (rg), avec un affluent :
  - la Ravine du Grand Pays (rd) ;
- le Bras des Chevrettes (rg) ;
- la Ravine Ti Bon Dieu (rd), avec un affluent :
  - la Ravine Galand (rd) ;
- la Ravine Îlet Maronne (rg) ;
- la Ravine de Grand Coude (rd) ;
- la Ravine Bénitier (rd) ;
- la Ravine Mara (rg) avec trois affluents :
  - le Bras Sec (rg),
  - la Ravine la Source (rg),
  - la Ravine Jupiter (rg), avec un affluent :
    - la Ravine Bœuf (rg).

Le rang de Strahler est donc de quatre.

## Flore et faune
La rivière Langevin constitue la limite orientale de la zone extrêmement réduite dans laquelle on peut rencontrer le lézard vert de Manapany. On y trouve aussi des pailles-en-queues, des bichiques, et des endormis.

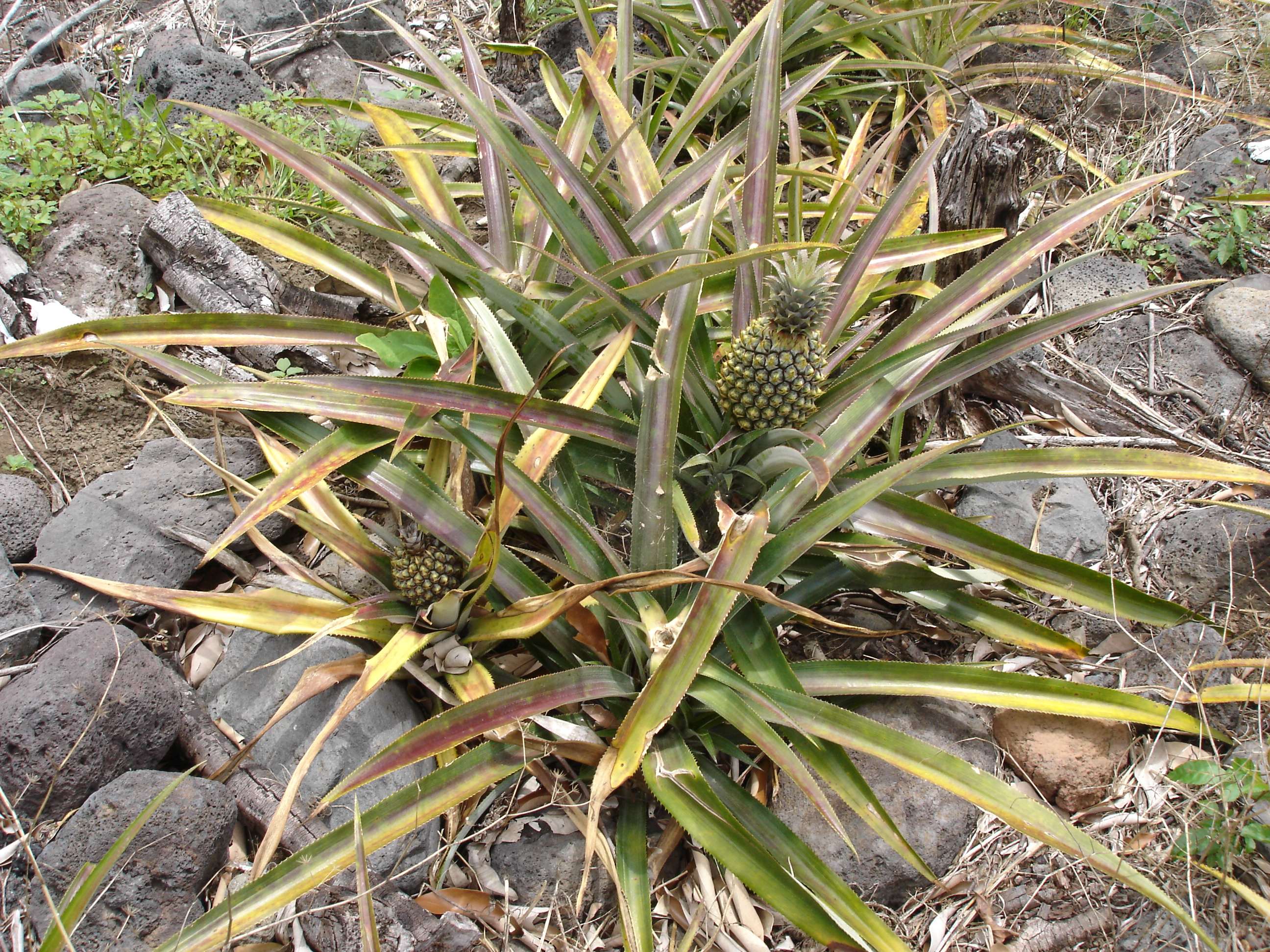
Ananas Victoria dans la vallée.
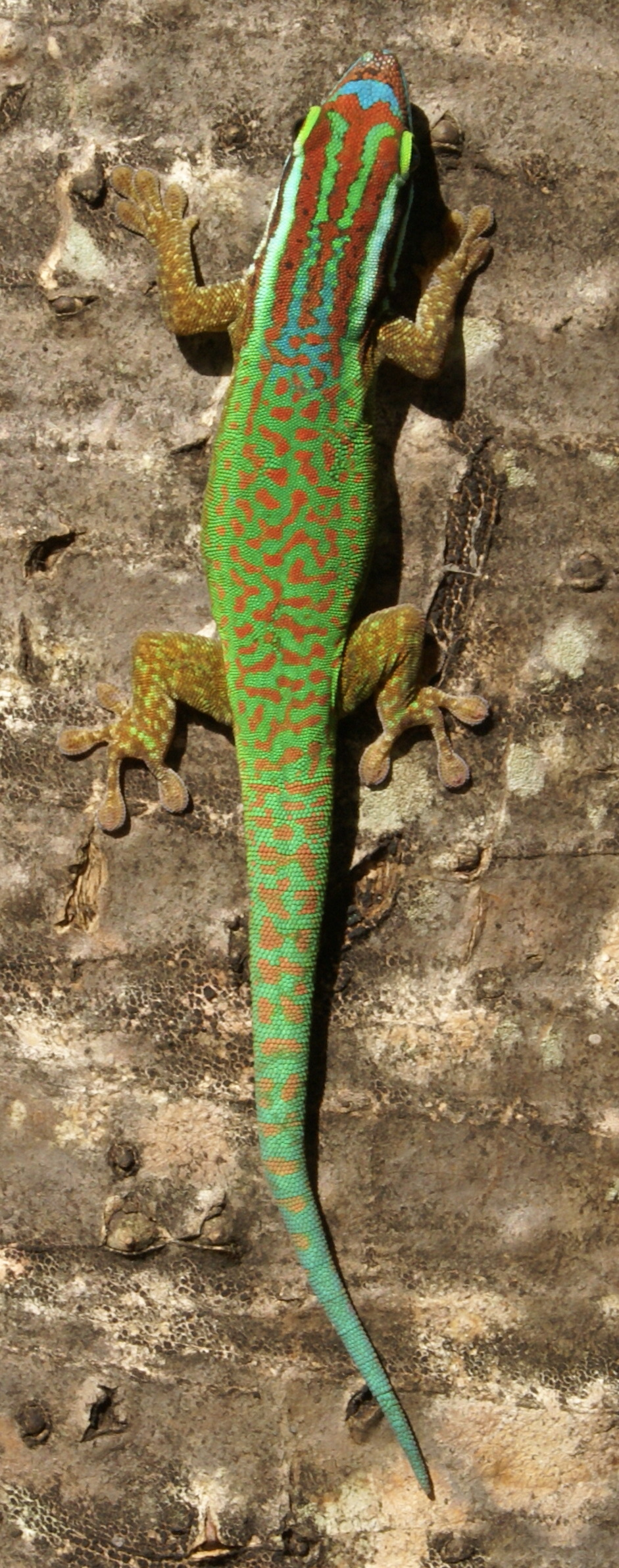
Lézard vert de Manapany.
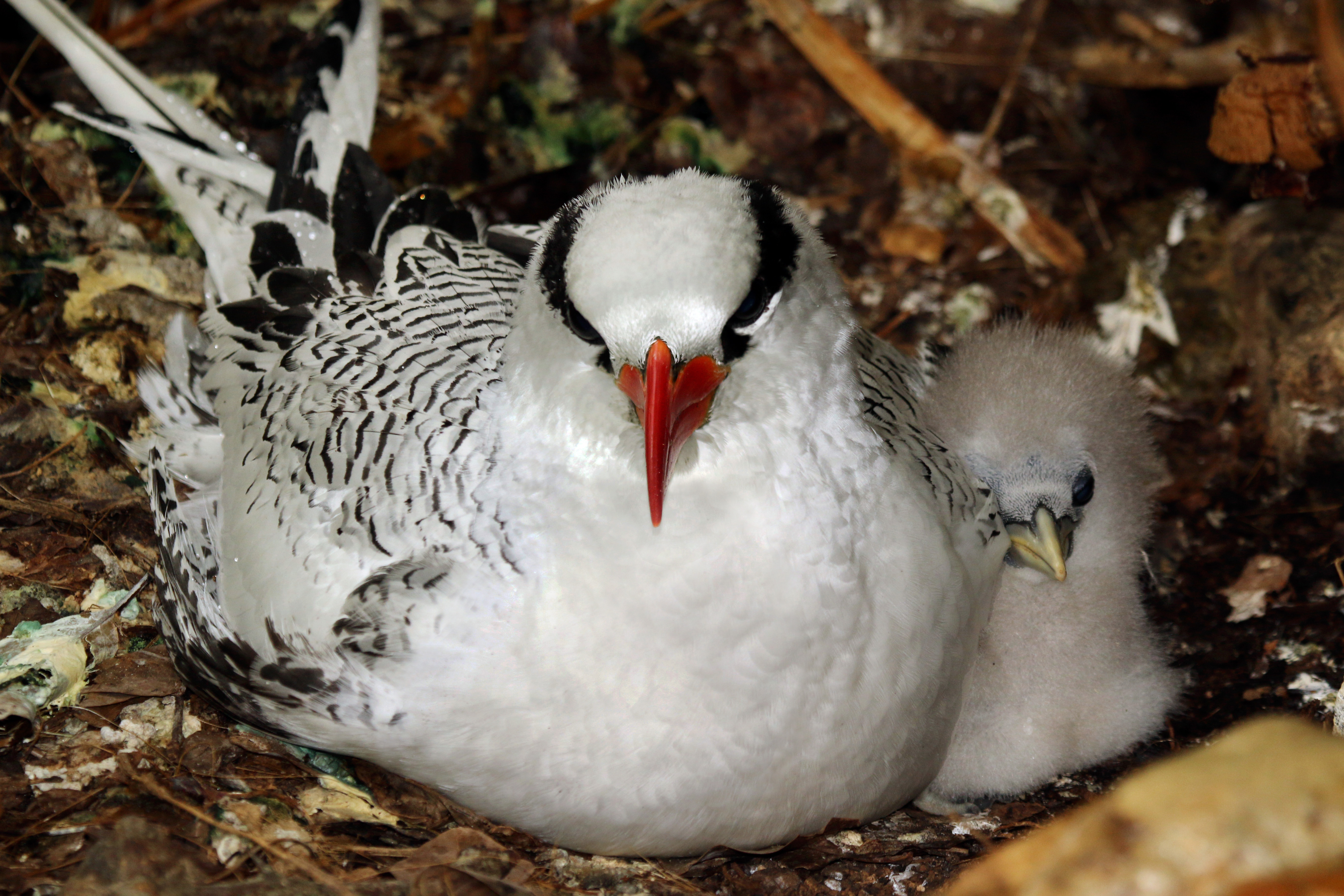
Pailles-en-queues.
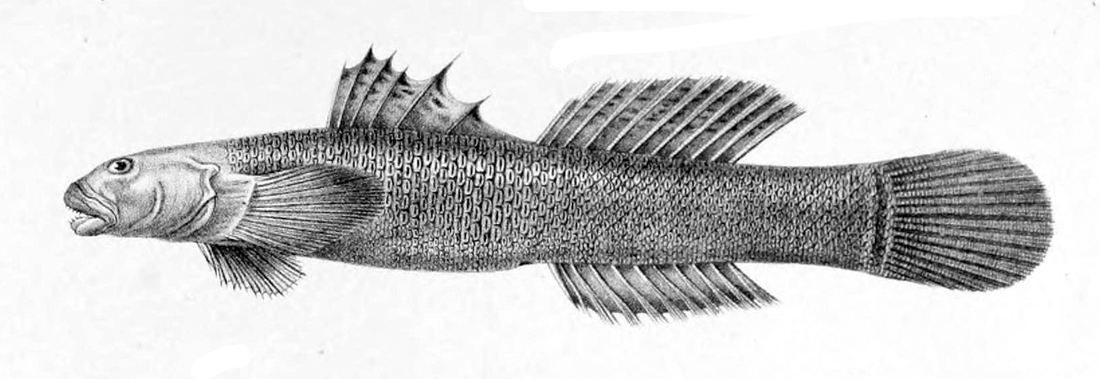
Bichiques.
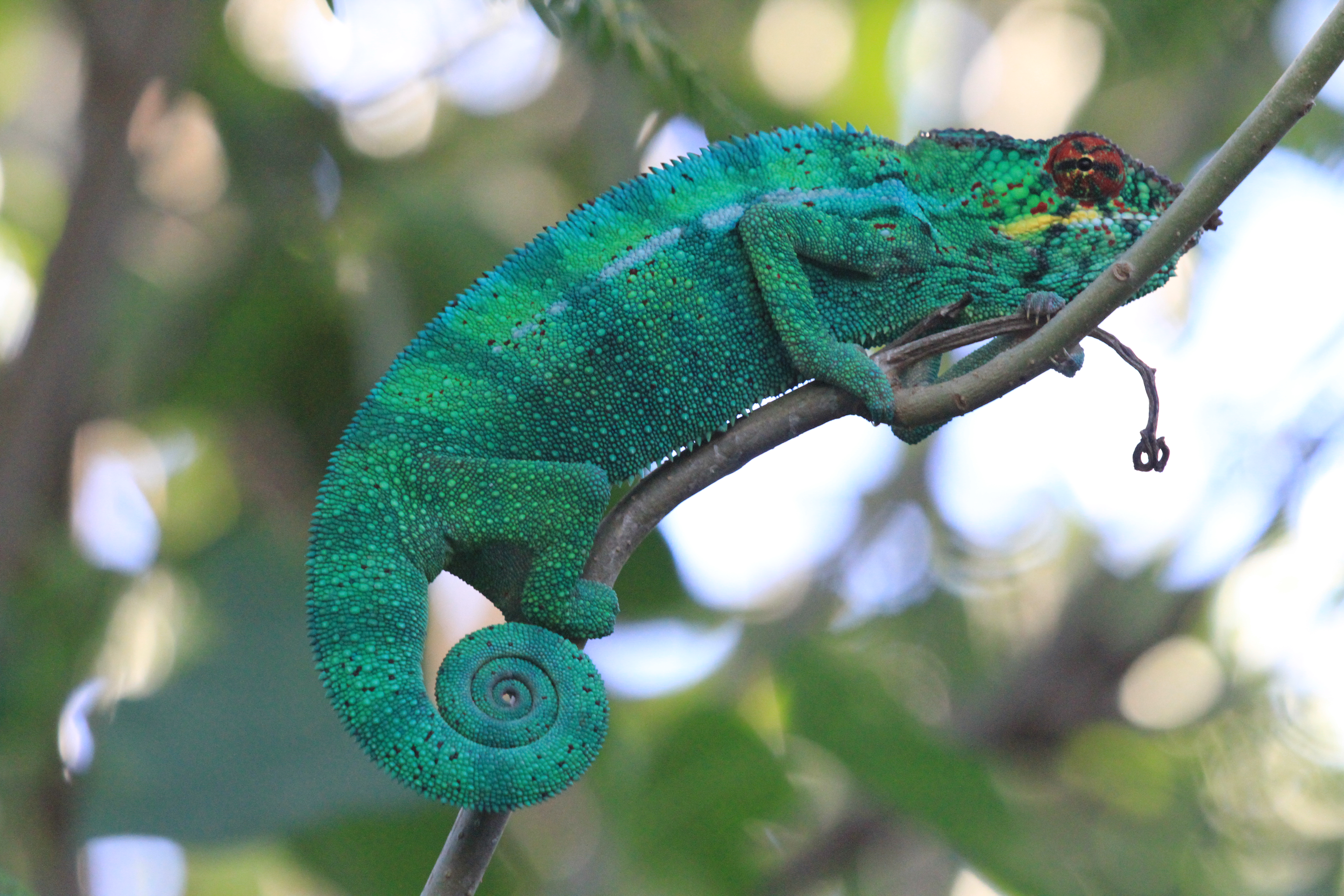
Caméléon panthère ou endormis.

### Canyonisme
Le canyon de Langevin est un site (très) fréquenté par les professionnels de l'activité, c'est un parcours adapté aux enfants et aux débutants en canyoning. Il est possible également de descendre en rappel la cascade de Grand Galet pour les plus téméraires.